# Sesquiterpeenlacton

Structuur van een aantal sesquiterpeenlactonen:
(A) Germacranolide
(B) Heliangolide
(C+D) Guaianolide
(E) Pseudoguaianolide
(F) Hypocretenolide
(G) Eudesmanolide

Sesquiterpeenlactonen, ook wel bekend onder de verzamelnaam taraxine, vormen een klasse van organische verbindingen die in veel planten voorkomen en allergische of toxische reacties geven bij overdosis. Grazend vee krijgt hier makkelijk mee te maken. In kleine hoeveelheden kunnen sesquiterpeenlactonen ontstekingsremmend werken. Enkele planten waarin dergelijke verbindingen worden aangetroffen zijn bloemen uit het geslacht Chrysanthemum, alsem, ijsbergsla, paardenbloem en de ginkgo (de Japanse notenboom).
Structuureel gezien bestaan ze uit een sesquiterpeengedeelte en een lacton (een cyclisch ester). Afhankelijk van hun basisstructuur kunnen ze ingedeeld worden in subklassen.
De stoffen smaken bitter en zijn overwegend bruingele olieachtige vloeistoffen. Het wordt soms gebruikt bij zonnebrandcrème.